# Lackey Ridge
Lackey Ridge ist ein 6 km langer Gebirgskamm mit ostwestlicher Ausrichtung im westantarktischen Marie-Byrd-Land. In der Ohio Range der Horlick Mountains bildet er das westliche Ende des Buckeye Table.
Das Advisory Committee on Antarctic Names benannte ihn 1962 nach dem US-amerikanischen Geologen Larry Lee Lackey (* 1932), Teilnehmer der von der Ohio State University unternommenen Expedition zu den Horlick Mountains (1960–1961).